# Takis Kanellópulos
Tákis Kanellópulos (grec: Τάκης Κανελλόπουλος Tessalònica, 26 d'octubre de 1933 – 21 de setembre de 1990) és un director de cinema, escriptor i poeta grec.
Va fer només set pel·lícules, totes independents, en les quals va expressar el seu lirisme poètic. Tákis Kanellópulos, com Theo Angelópulos més tard, va afavorir la imatge per sobre del diàleg. Les seves tres primeres pel·lícules són considerades per la crítica com una de les millors pel·lícules gregues.

## Biografia
Tákis Kanellópulos va començar els seus estudis a l'Escola de Cinema d'Atenes abans d'anar a l'Acadèmia de Belles Arts de Munic.
Va ser l'assistent de Michael Cacoyannis a Stélla.
La seva primera pel·lícula va ser un curtmetratge documental el 1960, Makedonikós gámos. La pel·lícula es considera una de les millors del seu tipus perquè el director no va filmar per demostrar les seves hipòtesis etnogràfiques, sinó que simplement va enregistrar interaccions per revelar estructures socials. Els seus dos següents documentals Thasos i Kastoria continuen aquesta exploració d'una Grècia diferent, on hi ha rituals antics encara presents.
El seu primer llargmetratge Ouranós, una pel·lícula antimilitarista. Està escrit a partir dels records, cartes o diaris dels soldats grecs de la Guerra italo-grega. A partir d'aleshores és la por, la incomprensió però també l'altruisme d'aquests soldats el que s'explica, i més enllà, la història s'entén des d'un angle diferent al que presenta la versió oficial. La imatge, de Giovanni Varriano, en plans llargs i amples explora la bellesa de la natura en la qual els humans es barregen, convertint-se en forces elementals i agafant la seva grandesa en el moment en què estan morint i desapareixent. El cel del títol ho engloba tot i tothom, com una cúpula espiritual. Ouranós ha estat comparada amb Le Sang d'un poète de Cocteau o Ivànovo detstvo de Tarkovski, i després retrospectivament a una pel·lícula com The Thin Red Line de Terrence Malick. La pel·lícula fou durament censurada el 1962 però el va situar definitivament en la nova onada de directors grecs.
Les seves dues pel·lícules següents dels anys 60, I Ekdromí i després Parénthese es caracteritzen per la seva imatge refinada, de vegades gairebé fixa, que condueix a un distanciament, la seva quasi absència de diàleg i la subtilesa de les emocions evocades. Tákis Kanellópulos sempre va preferir les imatges als diàlegs. Va ser un dels primers directors grecs a explorar la pròpia forma cinematogràfica, donant lloc a una estètica radicalment nova. Va ser la resposta grega a la crisi de representació dels anys 1950 i 1960, ja que la Nouvelle vague va ser la resposta francesa, Antonioni la resposta italiana o Ozu la resposta japonesa.
"Parénthese" va ser la seva darrera pel·lícula que va aconseguir èxit de públic. Les seves pel·lícules posteriors van semblar rígides i, sobretot, autoreferencials. Els crítics consideraven que Kanellópoulos podria haver-se conformat amb fer curtmetratges. "Romantikó senéiona" es filma així com si la càmera fos l'ull d'un vianant pel carrer que seria el testimoni d'uns esbossos efímers que salvaria de l'oblit gravant-los així. Per a la seva darrera pel·lícula, "Sonia", Kanellópulos va rebutjar qualsevol promoció i el seu treball íntim va passar desapercebut.
Kanellópoulos cessa de tourner après 1980. Il vécut le reste de ses jours en ermite intellectuel.

## Filmografia

### Documentals
- 1960 : Μακεδονικός γάμος
- 1961 : Θάσος
- 1969 : Καστοριά

### Llargmetratges
- 1962 Ouranós
- 1966 I Ekdromí
- 1968 Παρένθεση
- 1972 Η τελευταία άνοιξη
- 1975 Το χρονικό μιας Κυριακής
- 1978 Ρομαντικό σημείωμα
- 1980 Σόνια

## Premis
- Setmana del cinema grec 1960 (Tessalònica): Millor documental (Μακεδονικός γάμος)
- Festival de cinema grec 1966 (Tessalònica):
  - selecció per a I Ekdromí
  - premi especial per "elevar el nivell poètic del festival" amb I Ekdromí
- Festival de cinema grec 1969 (Tessalònica): Millor documental (Kastoria)